# 湟里镇
湟里镇，是中华人民共和国江苏省常州市武进区下辖的一个乡镇级行政单位。

## 行政区划
湟里镇下辖以下地区：
湟里社区（含湟里村村委）、村前社区（含村前村村委）、东安社区（含东安村村委）、岗角村、河南村、北隍村、后坊村、西鲁村、葛庄村、村西村、武宜村、西安村、伍巷村、蒋堰村、西墅村和香泉村。